# Großsteingräber bei Pruszcz
Die Großsteingräber bei Pruszcz (auch Großsteingräber bei Prust genannt) waren mehrere megalithische Grabanlagen unbekannter Zahl der jungsteinzeitlichen Trichterbecherkultur bei Pruszcz (deutsch Prust), einem Ortsteil von Brojce (deutsch Broitz) in der Woiwodschaft Westpommern in Polen. Sie wurden im 19. Jahrhundert zerstört. Die genaue Lage der Gräber ist nicht überliefert. Eine Beschreibung liegt nur zu einem Grab vor. Dieses hatte einen Deckstein, der von drei Wandsteinen getragen wurde. Der genaue Grabtyp lässt sich anhand dieser Angaben nicht bestimmen.